# Crystal Planet
Crystal Planet  osmi je studijski album američkog rock instrumentaliste    Joe Satriania koji izlazi u ožujku 1998.g. Producent albuma je Mike Fraser i na njemu Satriani po prvi puta snima na 7-žičanoj gitari tvrtke Ibanez "Universe" u skladbi "Ceremony".

## Popis pjesama
Sve pjesme napisao je Joe Satriani (osim koje su naznačene).
1. "Up in the Sky" – 4:10
2. "House Full of Bullets" – 5:33
3. "Crystal Planet" – 4:34
4. "Love Thing" – 3:50
5. "Trundrumbalind" – 5:13
6. "Lights of Heaven" – 4:23
7. "Raspberry Jam Delta-V" – 5:21
8. "Ceremony" – 4:53
9. "With Jupiter in Mind" – 5:47
10. "Secret Prayer" – 4:27
11. "A Train of Angels" (Joe Satriani, Z.Z. Satriani) – 3:42
12. "A Piece of Liquid" (Joe Satriani, Z.Z. Satriani) – 3:04
13. "Psycho Monkey" (Joe Satriani, Z.Z. Satriani) – 4:36
14. "Time" – 5:05
15. "Z.Z.'s Song" – 3:00

## Popis izvođača
- Joe Satriani -  Gitara, Bas gitara, klavijature i Harmonika
- Stuart Hamm - Bas gitara
- Jeff Campitelli - Bubnjevi i Udaraljke
- Eric Caudieux - Klavijature, Programer i Editor
- Eric Valentine - Bubnjevi, Bas gitara, Klavijature i Udaraljke (Zvečke)
- Rhoades Howe - Udaraljke (Zvečke)
- Elk Thunder - Udaraljke (Zvečke)